# 小堀紀久生
小堀 紀久生（こぼり きくお、1940年6月15日 - 2003年11月17日）は、日本の行政官。元人事院事務総長。石川県金沢市出身。

## 来歴
金沢大学法文学部卒業。人事院事務総局給与第三課長、人事院給与局長等を経て、1997年1月16日より人事院事務総長（～1998年12月26日まで）。退官後は社団法人日本人事管理協会理事長を務めたが、2003年11月17日、腎臓癌のため東京都内の病院にて死去。享年63。